# Lymantria marginata
Lymantria marginata är en fjärilsart som beskrevs av Walker 1855. Lymantria marginata ingår i släktet Lymantria och familjen tofsspinnare. Inga underarter finns listade i Catalogue of Life.